# شهرک‌نشین

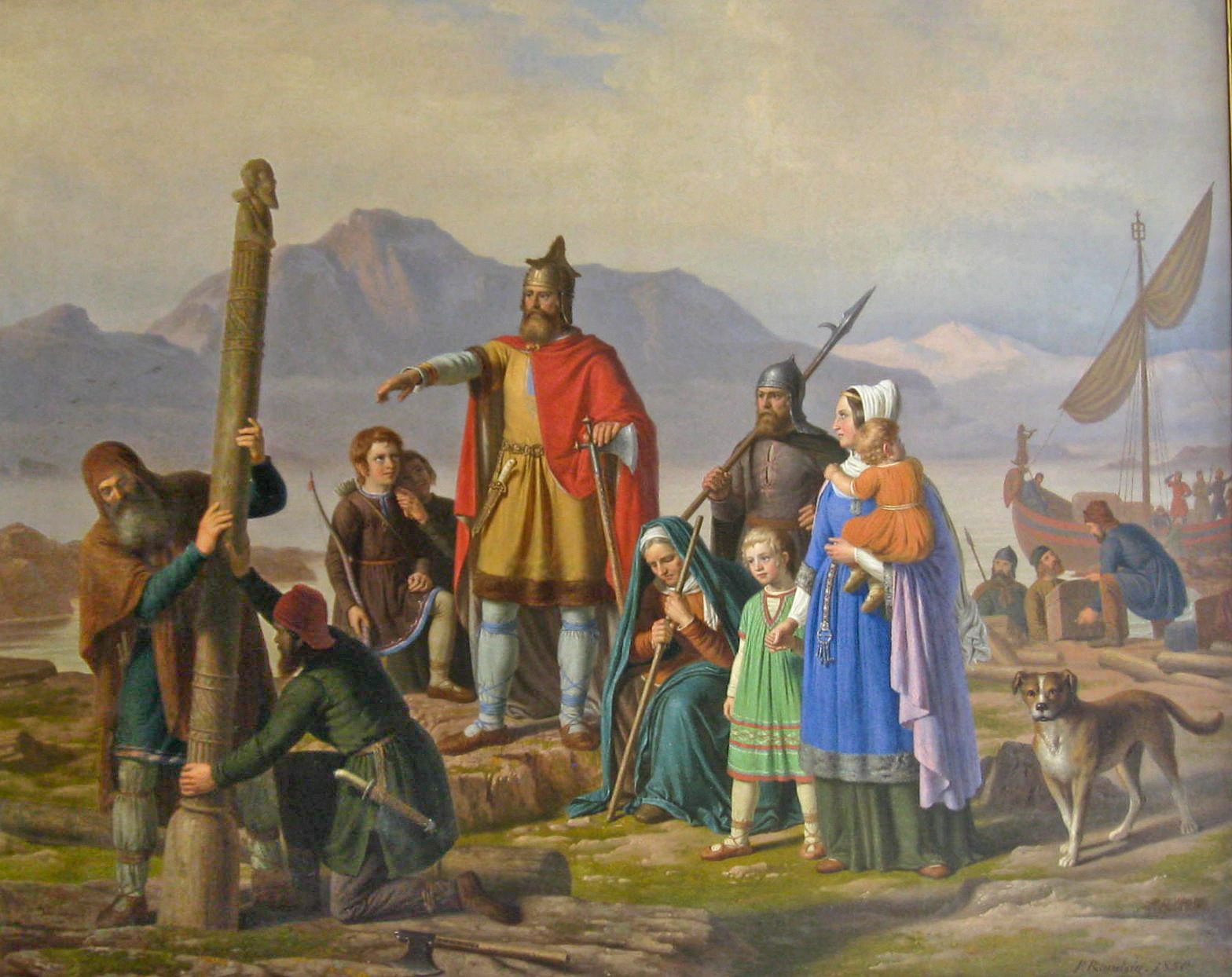
نقاشی اولین گروه از مستوطنین از اسکاندیناوی که به جزیره (خالی از سکنه) ایسلند آمدند

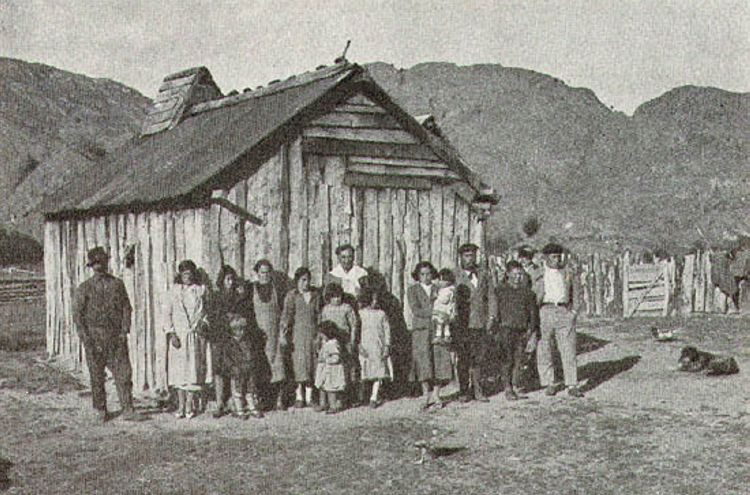
مستوطنین شیلیایی در منطقه پاتاگونیا. در این منطقه، جنگ‌ّهای متعددی بین ارتش و مستوطنین از یک سو، و سرخ‌پوست‌های ماپوچه از سوی دیگر در گرفت

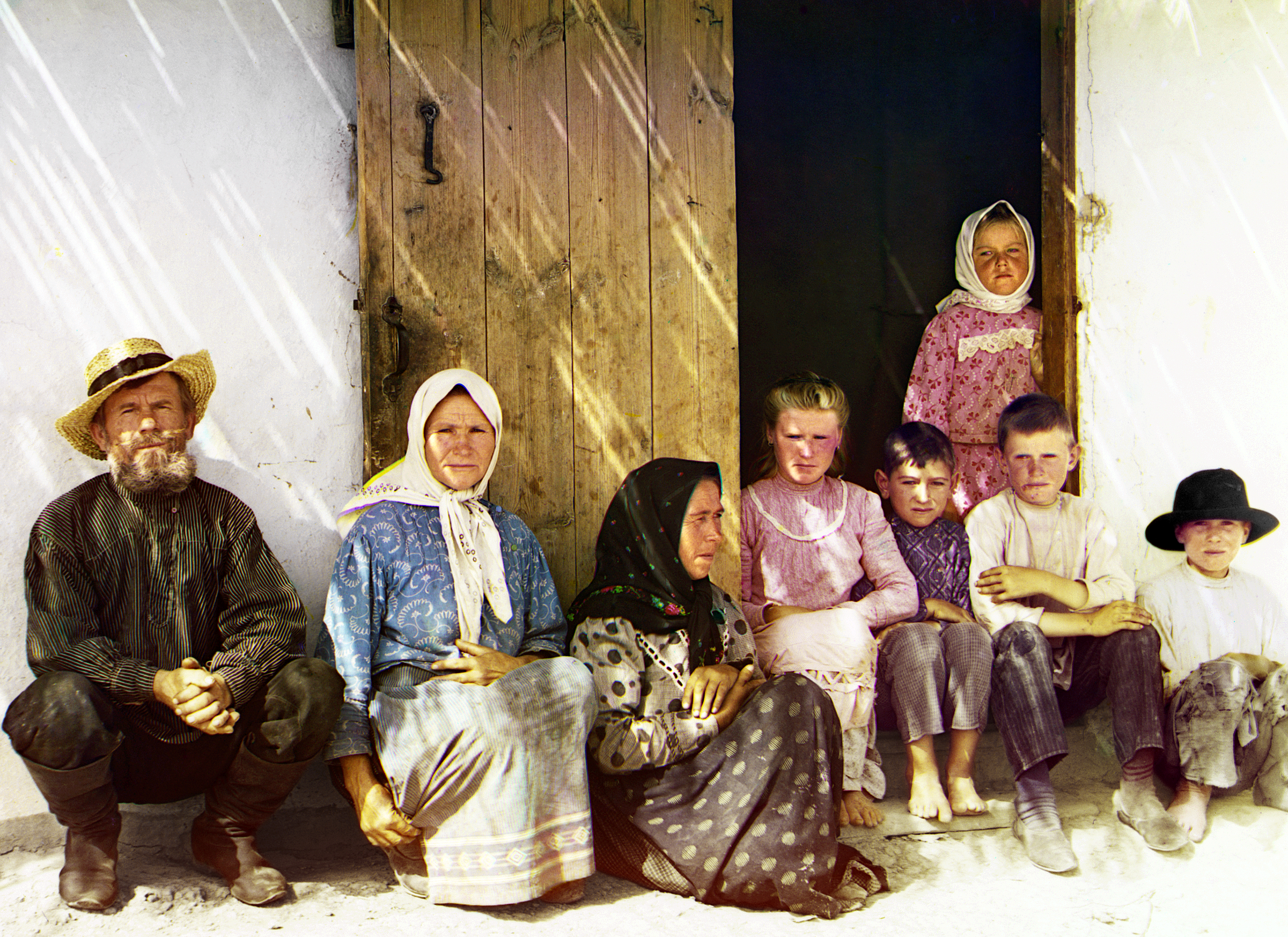
مستوطنین روس در دشت مغان آذربایجان، منطقه‌ای که با عهدنامه گلستان، از ایران تصرف شد

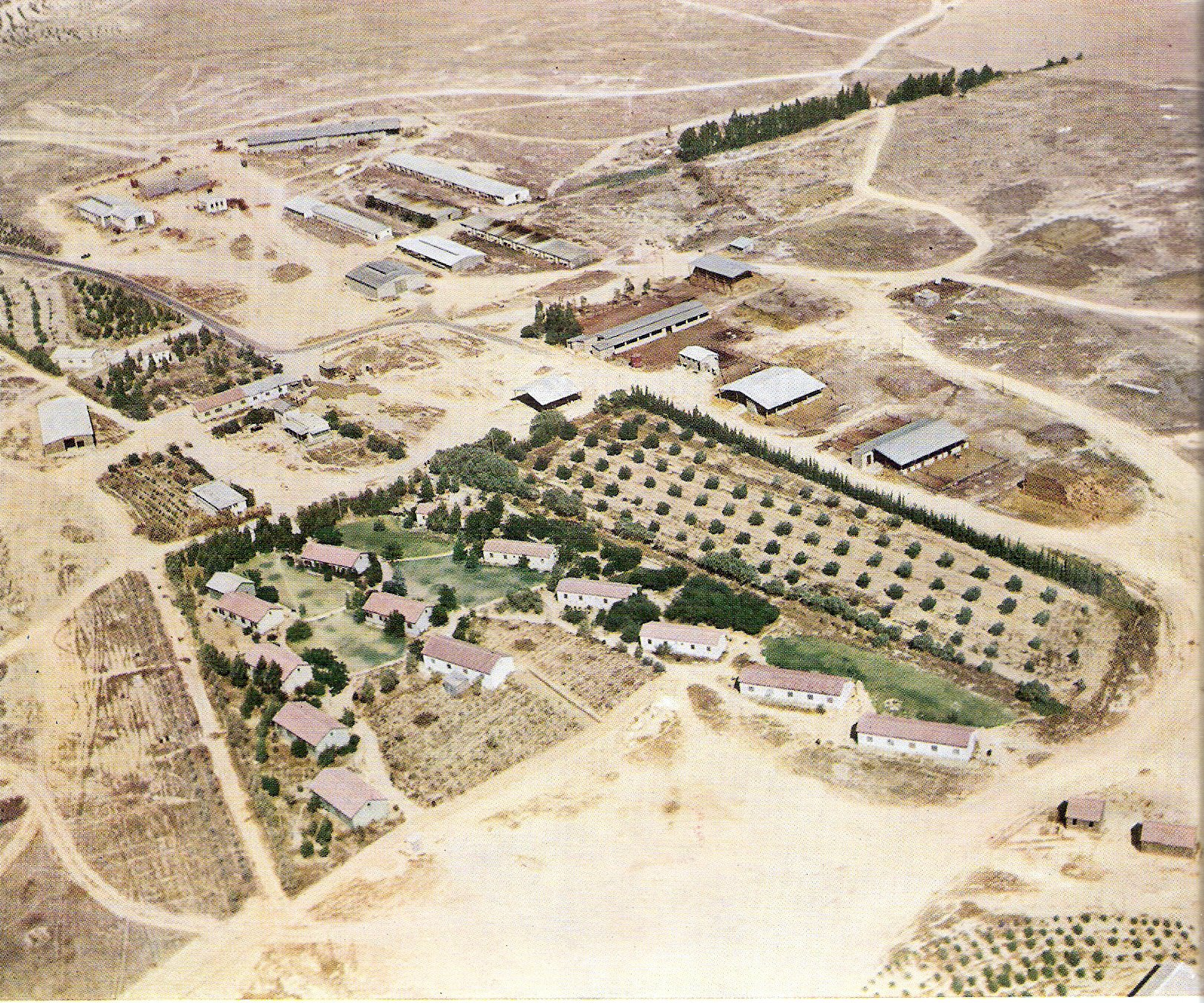
عکس هوایی شهرک اسرائیلی «حتسريم» در صحرای نقب،‌ که در سال ۱۹۴۶، دو سال پیش از اعلام موجودیت اسرائیل، در قالب طرح «۱۱ نقطه در نگب»، برای تثبیت حاکمیت اسرائیل بر این منطقه که ساکنین بومی آن، باده‌نشینان عرب بودند، ساخته شد

شهرک‌نشین یا مستوطن به شخص یا گروهی گفته می شود که به قصد استعمار و اعمال حاکمیت بر منطقه‌ای، به آن منطقه کوچ دائمی کرده و در آن منطقه شهرک یا مستوطنه جدیدی احداث می کند. به این عمل اصطلاحاً شهرک‌نشینی یا استیطان می گویند. 
کلمات مستوطن و استیطان اصالتا عربی و از ریشه «وطن» هستند، به این معنی است که مستوطنین قصد ساختن وطنی برای خویش و مردمان خویش در سرزمینی که پیش از عمل استیطان وطن آنها نبوده.
شهرک‌نشینی یا استیطان اصولا با کوچ‌نشینی تفاوتی عمده دارد. اولا که کوچ‌نشینی مهاجرت موقتی بوده، و دوما که کوچ‌نشینی فارغ از هرگونه توجه و تمرکز بر مفاهیمی مثل حق مالکیت و حاکمیت دارد، ولی این مفاهیم از انگیزه‌های اصلی عمل شهرک‌نشینی یا استیطان می باشند.
این اصطلاح همین‌طور به مهاجرت اجباری میلیونها برده به مستعمرات اروپایی در آمریکای شمالی، و یا تبعید اجباری متهمین به اراضی خارجی، ندارد.
از جمله مثالهای عمل شهرک‌نشینی یا استیطان، استعمار غرب قاره آمریکای شمالی در طول قرن ۱۹ام توسط شهروندان آمریکایی ساکن شرق این قاره، در قالب مفهوم مانیفست سرنوشت را دارد.
از مثالهای دیگر، شهرک یهودی‌نشین تاسیس شده توسط اسرائیل در اراضی اشغال شده در سال ۱۹۶۷، کرانه غربی و قدس شرقی و بلندی‌های جولان می باشد، که به قصد تثبیت، عملی، و مشروع ساختن حق حاکمیت اسرائیل بر این اراضی انجام می شود. خود پروژه صهیونیسم با تشویق علیا و شهرک‌سازی در فلسطین عثمانی و بعد از آن فلسطین تحت قومیت بریتانیا، به قصد برقرار ساختن وطنی برای یهودیان، خود یک پروژه استیطان می‌باشد.
مثالی دیگر، گسترش امپراطوری روسیه در سیبری و آسیای مرکزی در قرن ۱۹ام و اوایل قرن ۲۰ام، و ساختن شهرک‌های متعدد و سکنی دادن شهروندان روس در این مناطق در امتداد راه‌آهن سراسری سیبری، به قصد تثبیت حق حاکمیت روسیه بر این اراضی اکثرا غیر-روس می باشد.
پروژه‌های استیطان یا شهرک‌نشینی، معمولا با مخالفت و مقاومت ساکنین بومی سرزمین مورد نظر مواجه می‌شود. مبارزات فلسطینی‌ها در اراضی اشغالی، و حملات آنها هم به مواضع ارتش، و هم به غیرنظامیان شهرک نشین، از مثال‌های این مسئله می باشد. در ایالات متحده نیز، جنگ‌های بین ارتش و میلیشیاهای آمریکایی از یک سو و سرخپوست‌ها از سوی دیگر که از عبور و شهرک‌سازی‌ها بر اراضی خویش به تنگنا آمده بودند، مثالی دیگر می‌باشد. همینطور می توان به مبارزه ملت الجزایر علیه استعمار فرانسه اشاره کرد.
زیو ژابوتینسکی، نویسنده و متفکر سیاسی، و از رهبران جنبش صهیونیسم در فلسطین، در کتاب خویش «دیوار آهنین»، به این موضوع اشاره مستقیم کرد:
جمعیت‌ّهای بومی، چه متمدن و چه غیر متمدن،‌ همیشه با سرسختی علیه استعمارگران [به معنی مستوطنین در این متن] مقاومت کردند.
این که استعمارگران رفتار شایسته‌ای داشته‌باشند یا نه. اطرافیان کورتس و پیزارو، یا (آن‌طور که بعضی‌ها به یاد ما می‌آورند) اجداد خودمان تحت رهبری یوشع بن نون (اشاره به قصه توراتی نبرد بین بنی اسرائیل و قوم کنعان دارد) به مانند راه‌زنان رفتار کردند. ولی زائران پلیموت، اولین پیشگامان واقعی استیطان در آمریکای شمالی، مردمانی بودند با والاترین اخلاق، مردمانی که قصد آزار رساندن به هیچ کس، چه رسد به سرخ‌پوستان، را نداشتند، و آنها حقیقتا باور داشتند که در دشت‌های آمریکای شمالی، جای کافی برای هم سفیدپوستان و هم سرخ‌پوستان بد. در عین حال، بومیان با همان شدت علیه استعمارگران خوب جنگیدند که علیه استعمارگران بد.

هر جمعیت بومی، متمدن یا غیر متمدن، اراضی خویش را وطن ملی خود می‌داند، که خود یگانه ارباب این وطن می‌باشد، و می‌خواهد که این اربابیت و حاکمیت را همیشه حفظ کند. این جمعیت نه تنها ارباب جدید را رد خواهد کرد، که حتی شریک یا همکار در اربابیت را نیز قبول نخواهد کرد.— زیو ژابوتینسکی، ۱۹۲۳، 